# Aneta Konieczna
Aneta Regina Konieczna (nascuda Aneta Pastuszka, Krosno Odrzańskie, 11 de maig de 1978) és una esportista polonesa que va competir en piragüisme en la modalitat d'aigües tranquil·les.
Va participar en cinc Jocs Olímpics entre 1996 i 2012, obtenint tres medalles: una plata en Pequín 2008 i dos bronzes (Sydney 2000 i Barcelona 1992), les tres en la prova de K2 500 m. Va guanyar disset medalles en el Campionat Mundial de Piragüisme entre els anys 1999 i 2011, i setze medalles en el Campionat Europeu de Piragüisme entre els anys 1999 i 2011.

## Palmarès internacional
| Jocs Olímpics     | Jocs Olímpics               | Jocs Olímpics | Jocs Olímpics |
| Any               | Lloc                        | Medalla       | Competició    |
| ----------------- | --------------------------- | ------------- | ------------- |
| 2000              | Sydney ( Austràlia)         | 3             | K2 500 m      |
| 2004              | Atenes ( Grècia)            | 3             | K2 500 m      |
| 2008              | Pequín ( R.P. de la Xina)   | 2             | K2 500 m      |
| Campionat Mundial |                             |               |               |
| Any               | Lloc                        | Medalla       | Competició    |
| 1999              | Milà ( Itàlia)              | 1             | K2 500 m      |
| 1999              | Milà ( Itàlia)              | 2             | K2 200 m      |
| 1999              | Milà ( Itàlia)              | 3             | K4 200 m      |
| 1999              | Milà ( Itàlia)              | 3             | K4 500 m      |
| 2001              | Poznań ( Polònia)           | 2             | K2 200 m      |
| 2001              | Poznań ( Polònia)           | 2             | K2 500 m      |
| 2001              | Poznań ( Polònia)           | 3             | K4 200 m      |
| 2002              | Sevilla ( Espanya)          | 1             | K4 1000 m     |
| 2002              | Sevilla ( Espanya)          | 2             | K2 200 m      |
| 2003              | Gainesville ( Estats Units) | 3             | K2 200 m      |
| 2003              | Gainesville ( Estats Units) | 3             | K1 500 m      |
| 2003              | Gainesville ( Estats Units) | 3             | K4 200 m      |
| 2005              | Zagreb ( Croàcia)           | 2             | K4 500 m      |
| 2007              | Duisburg ( Alemanya)        | 3             | K4 500 m      |
| 2010              | Poznań ( Polònia)           | 3             | K4 500 m      |
| 2011              | Szeged ( Hongria)           | 3             | K2 500 m      |
| 2011              | Szeged ( Hongria)           | 3             | K1 4x200 m    |
| Campionat Europeu |                             |               |               |
| Any               | Lloc                        | Medalla       | Competició    |
| 1999              | Zagreb ( Croàcia)           | 1             | K2 200 m      |
| 1999              | Zagreb ( Croàcia)           | 1             | K2 500 m      |
| 1999              | Zagreb ( Croàcia)           | 1             | K2 1000 m     |
| 2000              | Poznań ( Polònia)           | 1             | K2 200 m      |
| 2000              | Poznań ( Polònia)           | 1             | K2 500 m      |
| 2000              | Poznań ( Polònia)           | 3             | K2 1000 m     |
| 2001              | Milà ( Itàlia)              | 3             | K2 200 m      |
| 2001              | Milà ( Itàlia)              | 3             | K4 200 m      |
| 2002              | Szeged ( Hongria)           | 1             | K2 500 m      |
| 2002              | Szeged ( Hongria)           | 2             | K1 200 m      |
| 2002              | Szeged ( Hongria)           | 2             | K2 200 m      |
| 2002              | Szeged ( Hongria)           | 3             | K4 500 m      |
| 2004              | Poznań ( Polònia)           | 2             | K1 200 m      |
| 2005              | Poznań ( Polònia)           | 3             | K4 500 m      |
| 2007              | Pontevedra ( Espanya)       | 3             | K4 500 m      |
| 2011              | Belgrad ( Sèrbia)           | 2             | K2 500 m      |